# Johanna Budwig
Johanna Budwig (30 de septiembre de 1908 - 19 de mayo de 2003) fue una científica alemana que estudió las grasas y sus efectos en el organismo humano, inclusive su relación con el cáncer. Desarrolló el Protocolo Budwig, una dieta supuestamente contra el cáncer. No hay ninguna evidencia de que ésta u otras dietas llamadas "anticáncer" altamente específicas sean eficaces.

## Protocolo Budwig
El Protocolo Budwig (o  dieta Budwig) es una dieta desarrollada por Budwig en 1952. La dieta es rica en aceite de lino, mezclado con queso cottage y leche, y comidas con alto contenido de frutas, verduras y fibra. La dieta también evita el azúcar, las grasas animales, aceites para ensaladas, carnes, manteca y especialmente la margarina. Afirmó que en 3 meses, algunos pacientes con esta dieta tenían tumores más pequeños, algunos no les quedaban tumores y todos se sentían mejor.
No hay ninguna evidencia de la eficacia de la dieta Budwig. La investigación se ha hecho solo en estudios de cultivos celulares y experimentos con ratas y ratones con resultados inconsistentes. Estos estudios sugieren que la linaza posiblemente puede ser beneficiosa para los cánceres en ratones. Se realizaron algunos pequeños estudios en los seres humanos que sugieren que la linaza puede ser beneficiosa para reducir el riesgo de cáncer de próstata, pero serían necesarios más estudios para confirmar los efectos. No hay pruebas fiables disponibles sobre la efectividad del protocolo completo de Budwig.

## Algunas publicaciones de Budwig
- Die elementare Funktion der Atmung in ihrer Beziehung zu autoxydablen Nahrungsstoffen 1956
- Krebs, ein Fettproblem (Cáncer - Un problema de grasa), 1956
- Öl-Eiweiß-Kost 1956, 1965, 2000 Sensei Verlag (2000) ISBN 3-932576-64-0 ISBN 978-3932576645
- Kosmische Kräfte gegen Krebs: Elektronen-Biologie 1966 Hyperion-Verlag (1966)
- Laserstrahlen gegen Krebs 1968
- Fette als wahre Hilfe gegen Arteriosklerose, Herzinfarkt, Krebs u. a. 1972
- Das Fettsyndrom (El síndrome grasa), 1972
- Der Tod des Tumors (La muerte del tumor) 2 vols. 1977
- Fotoelemente des Lebens, auch zur Überwindung der Erkrankung an Krebs 1979
- Krebs. Das Problem und die Lösung Sensei Verlag (1999) ISBN 3-932576-63-2 ISBN 978-3932576638
- Kochen, braten und backen mit Kartoffeln Nebel Verlag Gmbh ISBN 3-89555-317-4 ISBN 978-3895553172